# Cattedrali del Texas
Questa è una lista delle cattedrali nello Stato del Texas, Stati Uniti d'America.

## Lista Cattedrali
| Città          | Cattedrale                                    | Chiesa                                               | Diocesi                                                                                      | Immagine | Localizzazione e riferimenti |
| -------------- | --------------------------------------------- | ---------------------------------------------------- | -------------------------------------------------------------------------------------------- | -------- | ---------------------------- |
| Amarillo       | Cattedrale di Santa Maria                     | Chiesa cattolica                                     | Diocesi di Amarillo                                                                          |          | 35°12′11.34″N 101°50′56″W    |
| Austin         | Cattedrale di Santa Maria                     | Chiesa cattolica                                     | Diocesi di Austin                                                                            |          | 30°16′15.62″N 97°44′22.79″W  |
| Beaumont       | Cattedrale di Sant'Antonio                    | Chiesa cattolica                                     | Diocesi di Beaumont                                                                          |          | 30°04′40.29″N 94°06′02.87″W  |
| Bedford        | Cattedrale di San Vincenzo                    | Chiesa anglicana in Nord America – Chiesa episcopale | Diocesi episcopale di Fort Worth (proprietà contesa tra le omonime diocesi delle due chiese) |          | 32°49′52.7″N 97°08′26.9″W    |
| Brownsville    | Cattedrale dell'Immacolata Concezione         | Chiesa cattolica                                     | Diocesi di Brownsville                                                                       |          | 25°54′09.35″N 97°29′45.93″W  |
| Corpus Christi | Cattedrale del Corpus Domini                  | Chiesa cattolica                                     | Diocesi di Corpus Christi                                                                    |          | 27°47′39.53″N 97°23′47.43″W  |
| Dallas         | Cattedrale Santuario di Guadalupe             | Chiesa cattolica                                     | Diocesi di Dallas                                                                            |          | 32°47′19.14″N 96°47′51.08″W  |
| Dallas         | Cattedrale di San Matteo                      | Chiesa episcopale                                    | Diocesi episcopale di Dallas                                                                 |          | 32°48′29.71″N 96°46′21.24″W  |
| Dallas         | Cattedrale ortodossa di San Serafino di Sarov | Chiesa ortodossa in America                          | Diocesi del Sud                                                                              |          | 32°49′09.94″N 96°48′14.04″W  |
| El Paso        | Cattedrale di San Patrizio                    | Chiesa cattolica                                     | Diocesi di El Paso                                                                           |          | 31°45′55.87″N 106°29′34.83″W |
| El Paso        | Cattedrale The Mission                        | Movimento anglicano di continuazione                 |                                                                                              |          | 31°47′03.31″N 106°17′12.41″W |
| Fort Worth     | Cattedrale di San Patrizio                    | Chiesa cattolica                                     | Diocesi di Fort Worth                                                                        |          | 32°44′57.5″N 97°19′47.06″W   |
| Galveston      | Cattedrale di Santa Maria                     | Chiesa cattolica                                     | Arcidiocesi di Galveston-Houston                                                             |          | 29°18′15.37″N 94°47′24.38″W  |
| Houston        | Concattedrale del Sacro Cuore                 | Chiesa cattolica                                     | Arcidiocesi di Galveston-Houston                                                             |          | 29°44′58.02″N 95°22′06.74″W  |
| Houston        | Cattedrale di Christ Church                   | Chiesa episcopale                                    | Diocesi episcopale del Texas                                                                 |          | 29°45′33.69″N 95°21′41.43″W  |
| Houston        | Cattedrale ortodossa dell'Annunciazione       | Arcidiocesi greco-ortodossa d'America                | Metropolia di Denver                                                                         |          | 29°44′27.29″N 95°23′32.69″W  |
| Katy           | Cattedrale di San Mattia                      | Chiesa episcopale riformata                          | Diocesi di Mid-America                                                                       |          | 29°49′56.25″N 95°42′27.68″W  |
| Laredo         | Cattedrale di Sant'Agostino                   | Chiesa cattolica                                     | Diocesi di Laredo                                                                            |          | 27°30′08.81″N 99°30′19.77″W  |
| Lubbock        | Cattedrale di Cristo Re                       | Chiesa cattolica                                     | Diocesi di Lubbock                                                                           |          | 33°32′35.31″N 101°53′56.34″W |
| San Angelo     | Cattedrale del Sacro Cuore                    | Chiesa cattolica                                     | Diocesi di San Angelo                                                                        |          | 31°27′48.73″N 100°26′07.45″W |
| San Antonio    | Cattedrale di San Fernando                    | Chiesa cattolica                                     | Arcidiocesi di San Antonio                                                                   |          | 29°25′28.44″N 98°29′38.95″W  |
| Tyler          | Cattedrale dell'Immacolata Concezione         | Chiesa cattolica                                     | Diocesi di Tyler                                                                             |          | 32°20′46.97″N 95°18′03.31″W  |
| Victoria       | Cattedrale di Nostra Signora della Vittoria   | Chiesa cattolica                                     | Diocesi di Victoria in Texas                                                                 |          | 28°49′27.37″N 96°59′31.56″W  |